# Henryk Bibrowicz
Henryk Bolesław Bibrowicz (ur. 12 stycznia 1915 w Poznaniu, zm. 24 marca 1986 w Welland) – kapitan pilot Wojska Polskiego, (ang. Flight Lieutnant) Królewskich Sił Powietrznych.

## Życiorys
Syn Jana i Zofii. W 1934 roku zdał egzamin maturalny w Gimnazjum im. K. Marcinkowskiego w Poznaniu. Już jako uczeń odbył przeszkolenie szybowcowe i samolotowe w Aeroklubie Poznańskim. Po kursie unitarnym w 67. pułku piechoty wstąpił w 1935 roku do Szkoły Podchorążych Lotnictwa w Dęblinie. Absolwent X promocji. Na stopień podporucznika został mianowany ze starszeństwem z dniem 1 października 1937 roku z 18. lokatą w korpusie oficerów lotnictwa, grupa liniowa. Otrzymał przydział do Eskadry Treningowej 3 pułku lotniczego. W styczniu 1938 roku został wyznaczony na instruktora i d-cę plutonu szkolnego w pułkowej Szkole Pilotażu – Śnieciska k. Środy Wlkp. W marcu 1939 był oficerem technicznym eskadry treningowej.
W 1939 roku był zastępcą dowódcy 132 eskadrze myśliwskiej. We wrześniu 1939 strącił dwa samoloty Do 17.
Podczas przekraczania granicy sowiecko-węgierskiej trafił do niewoli radzieckiej w październiku 1939 roku, skąd został zwolniony we wrześniu 1941. Wraz z armią Andersa przedostał się do Anglii (service number P2143). Walczył w 315 dywizjonie (od sierpnia 1944 do sierpnia 1945) w stopniu kapitana. W czasie służby w dywizjonie ożenił się z ppor. Eugenią Henoch.
Pozostał na emigracji, osiadł w Welland, Ontario w Kanadzie, gdzie zmarł i został pochowany.

## Zwycięstwa powietrzne
Na liście Bajana zajmuje 177. pozycję z wynikiem 2 zestrzeleń pewnych.
- Do 17 – 2 września 1939
- Do 17 – 3 września 1939

Zestrzelił również jedną bombę latającą V-1.

## Ordery i odznaczenia
- Krzyż Srebrny Orderu Wojennego Virtuti Militari nr 12048.[7]
- dwukrotnie Krzyż Walecznych
- dwukrotnie Medal Lotniczy[1]